# تتراکیس (متیل‌آمونیوم) هگزاکلروفرات (III) کلرید
تتراکیس (متیل‌آمونیوم) هگزاکلروفرات(III) کلرید (به انگلیسی: Tetrakis (methylammonium) hexachloroferrate (III) chloride) با فرمول شیمیایی (CH۶N)۴[FeCl۶]Cl یک ترکیب شیمیایی است. که جرم مولی آن ۴۳۲٫۳ g/mol می‌باشد. شکل ظاهری این ترکیب، بلورهای نارنجی است.